# Thesium humifusum
Thesium humifusum är en sandelträdsväxtart som beskrevs av Dc.. Thesium humifusum ingår i släktet spindelörter, och familjen sandelträdsväxter. Inga underarter finns listade i Catalogue of Life.